# UNC5C
UNC5C‏ (Unc-5 netrin receptor C) هوَ بروتين يُشَفر بواسطة جين UNC5C في الإنسان.